# Flebitis
Flebitis  of aderontsteking is een meestal steriele ontsteking van een ader, zoals bij tromboflebitis (ontsteking ten gevolge van de opruimreactie van het lichaam op een in de ader gevormd stolsel). Ook aderen waarin een canule is aangebracht gaan vaak na enige tijd ontsteken door de irritatie van de inlopende oplossingen. Het infuus moet dan vaak worden overgezet op een andere ader.
Het woord is gevormd uit het Griekse woord phlebs (ader) en de uitgang -itis (ontsteking).

## Oppervlakkige tromboflebitis
Oppervlakkige tromboflebitis is een ontstekingsreactie van de bloedvatwand van een oppervlakkige ader met trombose als gevolg (secundair). Meestal is de vena saphena parva of vena saphena magna aangedaan. Vaak zijn er spataderen (varices) bij betrokken. Het kenmerkt zich als een rode, pijnlijke, gezwollen huid ter plaatse van de ader. 
Tromboflebitis is wat anders dan diepe veneuze trombose, wat een minder onschuldige aandoening is. Een bijzondere, zeldzame vorm van tromboflebitis is de ziekte van Mondor. 
Behandeling is meestal niet nodig. Hoog houden van het been, rust en pijnstilling is vaak een adequate behandeling.
- Bibliothèque nationale de France: cb11981528h (data)
- Library of Congress Control Number: sh85101009
- Nationale Bibliotheek van Letland: 000298521
- Nationale Bibliotheek van Israël: 987007543509105171